# محافظة دانبا
تقع محافظة دانبا في شرق منطقة قان تسى ، بمقاطعة سيتشوان الصين، وتربط بين محافظة دان داو فو وكانغ دينغ كما تجاورها محافظة جين تشوان.
وتبلغ مساحتها الاجمالية 5649 كيلومير مربع، وتضم بلدة واحدة وأربع قرى، كما يعيش فيها أكثر من 57 ألف نسمة يتنمون إلى15 قومية ومعظمهم من قومية التبت.
وتلتقي جبال بايانكالا وجبال قونغلا وغيرها في هذه المحافظة، كما تنبع منها أنهار قهشيتشا و ماونيو و جينتشوان الكبير والصغير وتمر بها بعض الأنهار الاخري ، لذلك تسمى دانبا ب«المدينة الواقفة على الجبال» و«المدينة الواقعة بجانب الأنهار المشهورة».
تتسم هذه المحافظة بكثرة البحيرات والتلال الممتدة والغابات الواسعة، فيصف أهل التبت هذا المنظر البهيج الذي تتميز به هذه المحافطة بقولهم:«قمة جبل مغطاة بثلج أبيض، وتنتشر في وسط الجبل أشجار خضراء، أما سفوح التلال فمحاطة بأنهار ذهبية».
وتعتبر محافظة دانبا منبعا لثقافة قومية التبت ومسقط رأس تشندياو، ويعتقد أن سكانها الحاليين ينحدرون من أسرة شى شيا، كما فيها كثير من النساء الجميلات ولذلك توصف احيانا «بالوادي التي تعيش فيه النساء الجميلات».
تتمتع دانبا بثروات سياحية غنية، ومناظر طبيعية وثقافات متنوعة لا تحصى. وظلت أنهارها وبحيراتها وجبالها على طبيعتها منذ زمن بعيد . ويعجب الزوار في هذه المحافظة بالجبل الثلجي والبحيرات والأدوية والأنهار الملونة وأيضا المعابد والقرى والأعياد الشعبية والأغاني والرقص.
كان يطلق علي دانبا في الماضي اسم «نوه مي يي قوه»، وهو الباب الشرقي الكبير لمنطقة قان تسى الذي يقع بين جبل والونغ وسيقونانغ وقونغقا وغيرها من المناطق السياحية الهامة بالمقاطعة كما تقع في ملتقى بين دائرتين كبيرتين سياحيتين.
توجد في هذه المحافطة كثير من المساكن الشعبية النادرة المتسمة بأشكال جميلة وملامح بسيطة. ويعتبر طراز المساكن الشعبية في دابا احدي عجائب البناء في الصين. حيث تتميز هذه المساكن المحلية بأسلوب بناء تقليدي محافظ علي السمات التقليدية للقوميات في تلك المحافظة.